# 阿韋亞內達縣 (聖地亞哥-德爾埃斯特羅省)

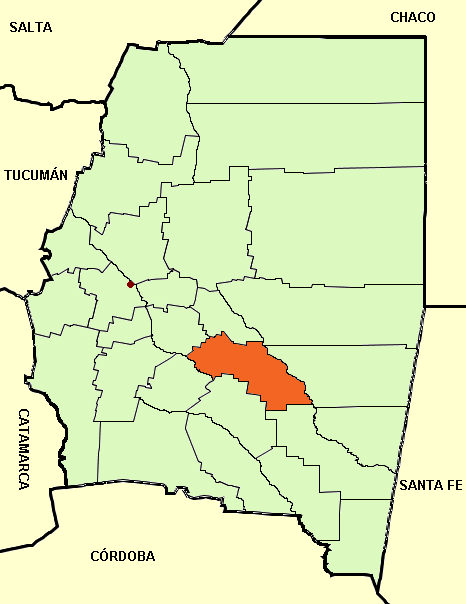

28°28′47″S 63°4′1″W / 28.47972°S 63.06694°W
阿維亞內達縣（西班牙語：Departamento Avellaneda），是阿根廷的縣份，位於該國北部聖地亞哥-德爾埃斯特羅省，首府設於埃雷拉，面積3,902平方公里，2010年人口20,763，人口密度每平方公里5.32人。